# 嚴銶
嚴銶（15世紀—16世紀），字文器，江西贛州府雩都縣人，明朝政治人物。

## 生平
嚴銶是洪武十八年進士嚴鶚的裔孫，弘治二年（1489年）己酉科江西鄉試舉人，十五年（1502年）授杭州推官，在當地辨別冤獄、清理鹽弊、剷除奸吏，三年後考績行李蕭然，當時明武宗在位，劉瑾把持朝廷，有人勸他納賄得升官，他回答：「行賄並非我的志向，而且有貸必償，常俸不會有多少，定必要從諸民榨取，與其損民以利官，倒不如去官無損人民。」上級嘉獎其賢明而相繼薦用，陞太僕寺丞，上奏減去山東馬匹十分之二三，減輕放牧困苦，正德十二年（1517年）陞平樂知府，在任六個月內風節凜然，後來因病辭官，布衣蔬食猶如寒士，人們都說：「嚴公古之廉吏也。」死後江西提學僉事蔡克廉題其門上牌匾為「清白吏」。

## 引用
1. 1 2  光緒《雩都縣志·卷十·人物》：嚴銶，字文器，鶚裔孫，宏治己酉以《易》領鄉薦，授杭州府推官，辨冤獄、清鹽弊、剔奸胥，民甚德之，三載考績行笥蕭然，時武宗在位，權璫柄政，通賄輒得美官，或勸稱貸以行，銶曰：「行賄非吾志也，且有貸必償，常俸幾何，非取諸民不能辦，與其損民以利吾官，蓋去官以無損吾民乎。」當道賢而交薦之，轉太僕寺丞，奏減山東馬匹十之二三，芻牧之困稍蘇，陞廣西平樂知府，在任六月風節凜然，旋以病謝歸，藜羹布衣蕭淡如寒士，人無智愚咸曰：「嚴公古之廉吏也。」沒後提學蔡克廉扁其門曰「清白吏」。
2. ↑  雍正《江西通志·卷九十四·人物二十九》：嚴銶，字文器，雩都人由鄉薦授杭州府推官，三載考績囊橐蕭然，時中貴專政納賄，或勸稱貸以行，銶曰：「有貸必償，常俸幾何，非取諸民不能辦，與其損民而利吾官，盍去官以無損吾民乎。」當道賢而交薦之，轉太僕寺丞，奏減山東馬四十之二三，芻牧之民稍蘇其困，陞平樂知府乞歸卒。 人物志